# Dichorisandra densiflora
Dichorisandra densiflora är en himmelsblomsväxtart som beskrevs av Ernst Heinrich Georg Ule. Dichorisandra densiflora ingår i släktet Dichorisandra och familjen himmelsblomsväxter. Inga underarter finns listade.